# 장거리 연애
장거리 연애(長距離戀愛)는 거주 지역이 물리적으로 멀리 떨어져 있는 상대와 연애하는 것을 말한다. 그러나 물리적 거리가 떨어져 있는 경우 이외에도 장거리 연애라고 하는 경우가 있기 때문에 명확한 정의는 존재하지 않는다. 장거리 연애의 경우 서로 직접 만날 기회가 적기 때문에 전화, 문자 메시지, 이메일이 주요 교류 수단이 되는 경우가 많다.

## 정의
장거리 연애라는 말 자체에 명확한 정의는 존재하지 않는다. 연애를 하고 있는 당사자 본인이 장거리 연애를 한다고 느끼면, 물리적으로 근거리라고 한다고 해도 장거리 연애라고 볼 수도 있다.